# 영인
숙인(淑人)은 조선 시대 정4품에 해당하는 관직인 상계 봉정대부(奉正大夫), 진위장군(振威將軍), 하계 봉렬대부(奉列大夫), 소위장군(昭威將軍), 종4품에 해당하는 관직인 상계 조산대부(朝散大夫), 정략장군(定略將軍), 하계 조봉대부(朝奉大夫), 선략장군(宣略將軍)을 역임한 문무관의 아내에게 주던 작위(爵位)이다. 이 봉작 작위는 내명부 관등 등급상 숙인(淑人)의 아래에 해당한다.